# كسينيا كليمنكو
كسينيا أناتوليفنا كليمنكو (بالروسية: Ксения Анатольевна Клименко) هي لاعبة جمباز فني روسية ولدت في يوم 1 نوفمبر 2003 في مدينة سورغوت في روسيا. أبرز إنجازاتها هو فوزها بالميدالية الذهبية في الألعاب الأولمبية الصيفية للشباب 2018 في بوينس آيرس في مسابقة الأعمدة الغير المتساوية وفازت بالميدالية الفضية في نفس الدورة في مسابقة منصة التوازن.